# جایزه امی ساعات پربیننده برای بهترین بازیگر نقش اول زن در مجموعه تلویزیونی درام
جایزه امی ساعات پربیننده برای بهترین بازیگر نقش اول زن در مجموعه تلویزیونی درام (انگلیسی: Primetime Emmy Award for Outstanding Lead Actress in a Drama Series) جایزه‌ای است که توسط آکادمی علوم و هنرهای تلویزیون اهدا می‌شود. این جایزه برای افتخار یک بازیگر زن که به عنوان نقش اصلی در مجموعه تلویزیونی درام نقش‌آفرینی برجسته‌ای داشته‌اند داده می‌شود.
این جایزه نخستین بار در ۱۱ فوریه ۱۹۵۴ در ششمین مراسم جوایز امی ساعات پربیننده معرفی شد.